# Alfa Romeo Alfetta GTV
Cet article concerne l'Alfa Romeo GTV de 1974 (code usine ZAR 116). Pour la version de 1995 (code usine ZAR 916), voir Alfa Romeo GTV.
Pour les articles homonymes, voir GTV.
 (août 2024).
Si vous disposez d'ouvrages ou d'articles de référence ou si vous connaissez des sites web de qualité traitant du thème abordé ici, merci de compléter l'article en donnant les références utiles à sa vérifiabilité et en les liant à la section « Notes et références ».
L'Alfa Romeo Alfetta GT pour Gran Turismo (GTV en version Veloce) est une voiture de type coupé sportif produite par le constructeur italien Alfa Romeo entre 1974 et 1987.

## Histoire
En 1967 Alfa Romeo décide de lancer les études de conception d'un nouveau modèle coupé qui devra remplacer, dès le milieu des années 1970, l'Alfa Romeo Giulia GT. Le cahier des charges prévoyait une carrosserie qui puisse accueillir confortablement quatre passagers au lieu des traditionnels 2+2, avec un coffre de volume suffisant pour les voyages, comme c'était le cas pour la Fiat 124 Coupé. Ces contraintes visaient essentiellement à contrer la concurrence des berlines sportives compactes qui offraient des prestations similaires et un bon niveau de confort.
En reprenant le schéma mécanique de la "Giulia GT" de 1968, Alfa Romeo confia le développement du nouveau modèle à la toute nouvelle société Italdesign de Giorgetto Giugiaro,, en tenant compte du fait que c'était déjà G. Giugiaro qui avait largement participé à la création de la "Giulia GT", alors qu'il travaillait chez le célèbre carrossier italien Bertone. Comme souvent chez Alfa Romeo, le Centro Stile Alfa, fut également chargé de réaliser un projet parallèle.

### Première série (1974-1980)

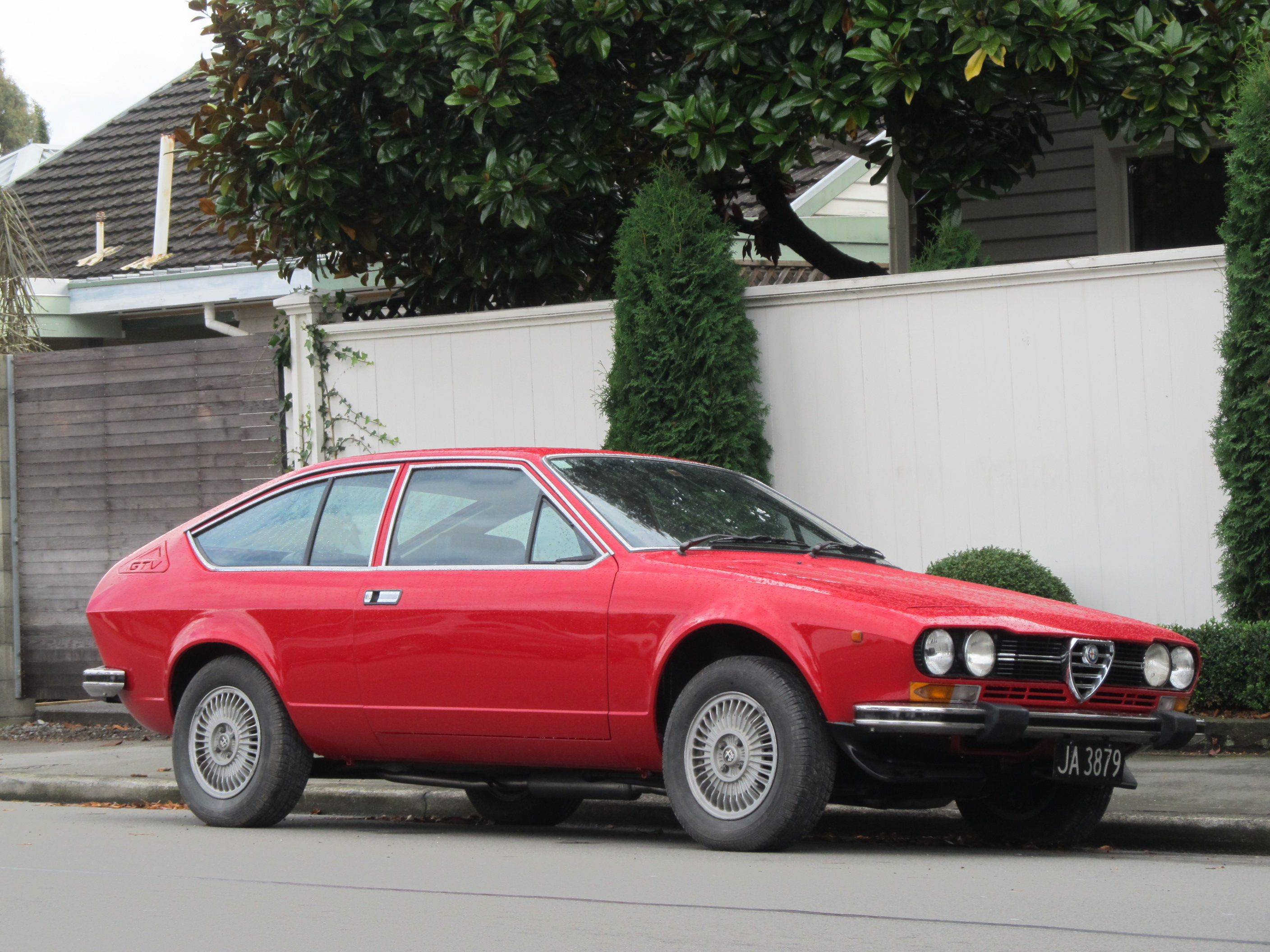
1978 Alfa Romeo Alfetta GTV Série 1

Lors de sa présentation, en 1974 la motorisation de base du modèle reposait sur le moteur entièrement en alliage léger de l'Alfetta berline, le fameux Twin-Cam Alfa Romeo de 1 779 cm3, développant 122 ch DIN (140 ch SAE) à 5 500 tr/min ce qui permettait à la voiture d'atteindre sans peine la vitesse de 195 km/h.
Deux ans plus tard, en 1976, cette motorisation disparaît au profit de deux nouvelles cylindrées de 1 570 cm3 avec 109 ch à 5 600 tr/min et un 1 962 cm3 avec 122 ch mais à 5 300 tr/min. Le constructeur en profite pour retoucher très légèrement les détails de finition comme le nouveau dessin de calandre scudetto, le bouchon du réservoir de carburant non couvert par une trappe. le nom de la marque figure maintenant en majuscules au dessus de la plaque d'immatriculation arrière.
Les deux versions 1.6 GT et 2.0 GTV se distinguent uniquement par les deux tampons en caoutchouc sur les pare-chocs, deux liserés chromés sur la calandre et l'inscription GTV sur les bouches d'aération arrière de la 2.0 GTV. En 1978, la GTV 2.0 devient GTV 2,0 L dont le moteur gagne 8 ch supplémentaires pour atteindre 130 ch DIN à 5 400 tr/min. Le constructeur apporte une retouche fonctionnelle avec le retour du pare-brise sur joint caoutchouc et jonc chromé à la place du pare-brise collé qui pouvait présenter des problèmes d'étanchéité dans le temps.
En 1979, Alfa Romeo présente la version GTV 2.0 Turbodelta qui reprend le moteur de la version 2,0 L mais avec un turbocompresseur "Alfa Avio" et plus tard "KKK", ce qui porte la puissance développée à 150 ch. Cette version est reconnaissable à son capot moteur bombé de couleur noire et aux inscriptions "Turbodelta" avec le logo Autodelta sur les bas de portes.

### Seconde série (1980-1987)

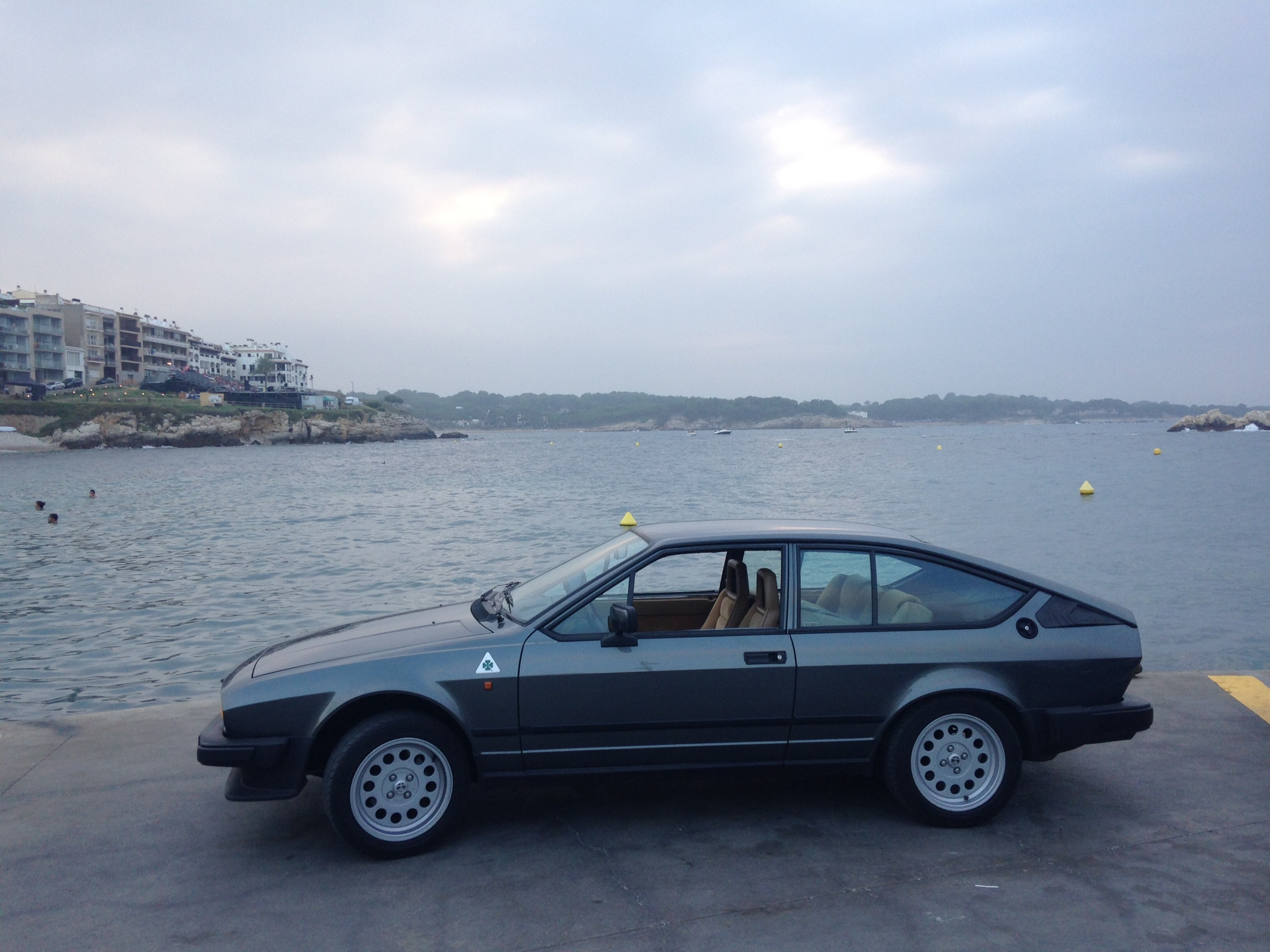
Alfetta GTV Série 2

En 1980, Alfa Romeo lance une série actualisée de son Alfetta avec la disparition de la motorisation 1,6 litre et lance une version haut de gamme équipée du V6 Busso de 2 492 cm3 développant 160 ch DIN à 5 600 tr/min avec une injection électronique,. La nouvelle version est parfaitement reconnaissable avec ses nombreux inserts noirs. Le capot moteur de cette version 2,5 L comporte un renflement, pour caser le moteur 6 cylindres plus volumineux, ses jantes en alliage comportent 5 écrous. Une dernière version sera présentée en 1983 avec un très léger lifting.
L'Alfetta GT a été une voiture très appréciée en Italie comme à l'étranger qui a été friande de modèles personnalisés nécessitant des mini séries par pays avec des équipements et des motorisations particulières.
La version "America", montait dès l'origine un moteur de 2,0 litres avec injection pour respecter les normes en vigueur aux États-Unis. Au Royaume-Uni, il fallut créer les versions "GTS 1.6" et "GTV Strada" spécifiques correspondant aux versions de série italiennes mais avec toutes les options en série et des finitions plus britanniques.
Pour satisfaire une demande allemande en 1977, Autodelta, la division courses d'Alfa Romeo, dû réaliser une série de 20 exemplaires de la "GTV 2.6 V8". Cette version était équipée du moteur V8 de l'Alfa Romeo Montréal développant 200 ch DIN et pouvait atteindre les 230 km/h avec des accélérations impressionnantes, 0 à 100 km/h en 7,5".
Deux ans plus tard, en 1979, pour obtenir l'homologation en Groupe 4 (voitures de grand tourisme) FIA Rally catégorie A , Alfa Romeo construisit 400 voitures version "Turbodelta", avec un moteur 2,0 litres avec turbocompresseur.
En 1981, Alfa Romeo lance la version "Grand Prix" pour célébrer le retour de la marque en Formule 1. Tout l'aménagement intérieur a été revu et traité avec un maximum d'élégance et de luxe, le numéro d'ordre du véhicule figure sur le tableau de bord. La carrosserie et ses accessoires (rétroviseurs extérieurs, ailerons, jupes de bas de caisse et pare-chocs, sont livrables en rouge course Alfa uniquement. Les pneumatiques sont de taille basse extra large (pour l'époque) 195/60 HR15 montés sur des jantes en alliage noires avec les bords argentés, le fameux "Quadrifoglio" trèfle à 4 feuilles vert sur les sorties d'air arrière. Seul regret des passionnés, la motorisation est le 2,0 litres de base. Cette version spéciale "Grand Prix" a été produite en 650 exemplaires numérotés : 250 réservés au marché italien, 200 pour la France et 200 pour les autres marchés européens. C'est la Carrozzeria Maggiora qui réalisait ces versions.
En 1984, la filiale Alfa Romeo South Africa réalisa 200 exemplaires de la GTV 3.0 V6 avec volant à droite pour le marché local. Mais on a récemment retrouvé quelques exemplaires dans d'autres pays avec conduite à gauche.

## Importation France
Les 6 premières Alfa Romeo GTV 2,0 L importées en France sont arrivées à l'été 1976 chez l'importateur de l'époque GAP Automobiles.
Les derniers exemplaires vendus en France, furent immatriculés en avril 1987.

## Les versions spéciales

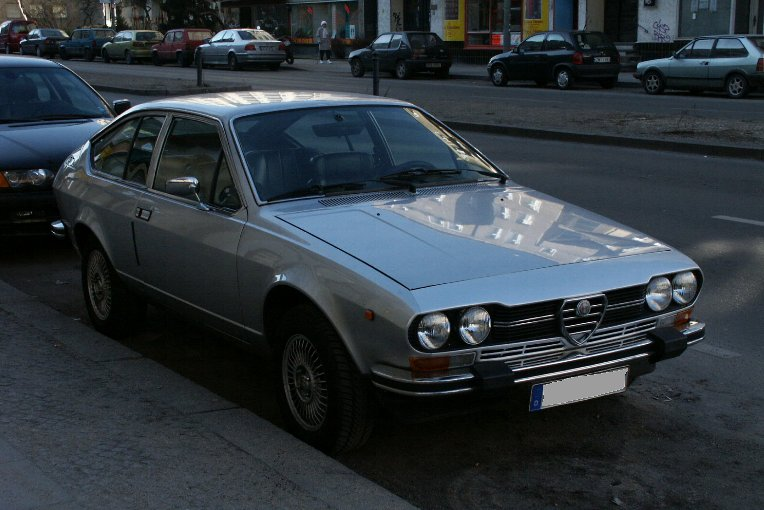
Alfa Romeo Alfetta GT 1re série

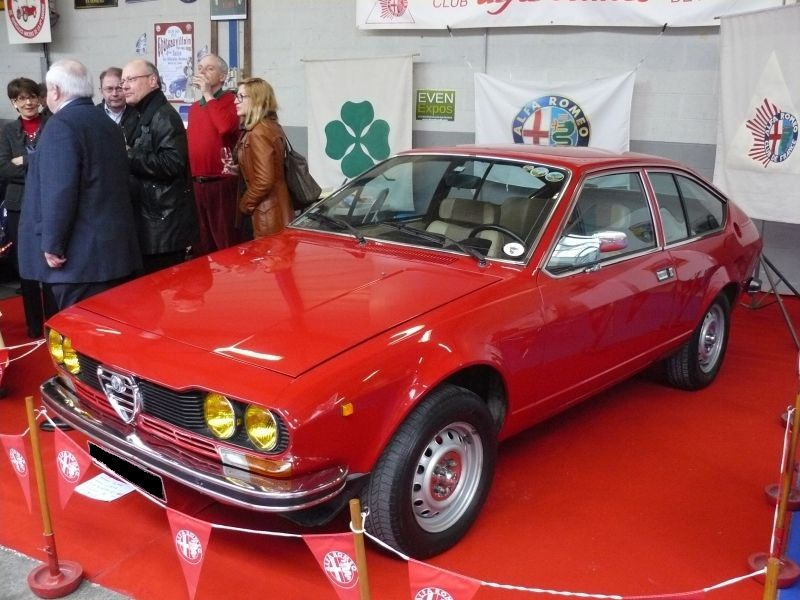
Alfetta 1600 GT 1976

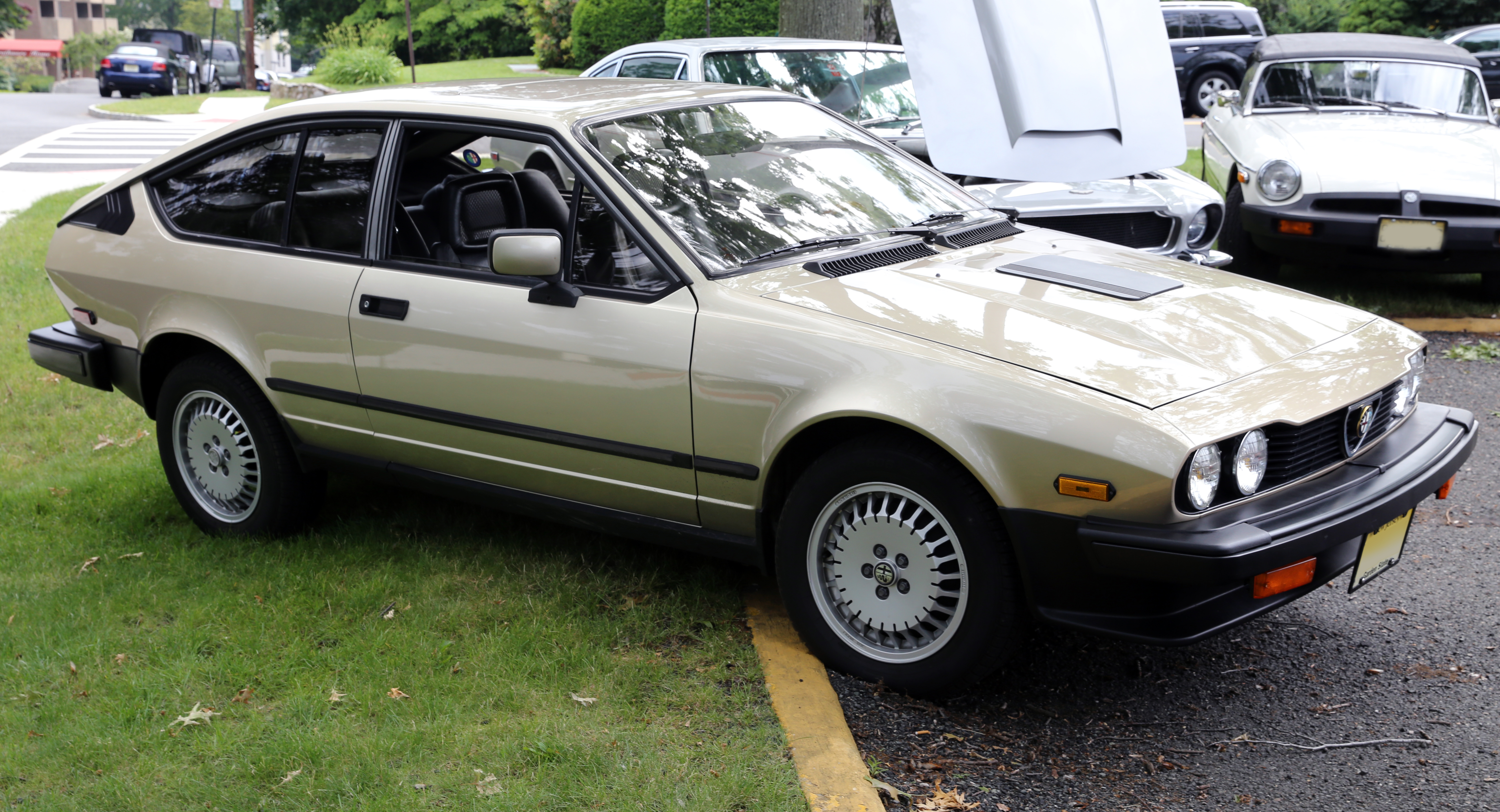
Alfa Romeo GTV6 2e série (USA)

L'Alfetta GT s'est révélée être une des voitures Alfa Roméo de cette catégorie les plus appréciées par la clientèle italienne mais aussi et surtout étrangère, dont les demandes spécifiques ont donné naissance à de nombreuses versions et séries spéciales comprenant des finitions et des motorisations particulières.
La version "America" fut équipée dès l'origine du moteur de deux litres injection pour respecter les normes USA sur les émissions polluantes. Au Royaume-Uni, les modèles commercialisés comprenaient les versions "GTS" 1 600 cm3 et "GTV Strada" 2 000 cm3, correspondant aux modèles de série, mais avec un niveau d'équipement complet et des finitions très haut de gamme.
À la demande spéciale du réseau allemand en 1977, Delta Technik réalisa une version de la "GTV 2.6 V8", série confidentielle de 100 exemplaires prévus. Équipée du moteur V8 2,6L de l'Alfa Romeo Montreal développant 200 ch, elle pouvait atteindre les 230 km/h. Basée sur la GT V8 3,0L Racing de Autodelta, auto de course usine faite en deux exemplaires. Malheureusement deux autos seulement furent produites en Allemagne, la société faisant faillite.
Deux ans plus tard, pour obtenir l'homologation dans le Groupe 4 en rallye, 400 exemplaires de la version "Turboldelta" ont été réalisées, avec un moteur deux litres alimenté par turbocompresseur.
En 1980, une série de GTV 2,0 L a été modifiée par l'équipementier allemand Delta (à ne pas confondre avec le département course Autodelta). Cette version Delta a une puissance de 140 ch grâce à un arbre à cames de 2000 Bertone, des gicleurs différents sur les carburateurs (Solex). Ce modèle disposait d'un échappement Sebring, d'élargisseurs d'ailes, d'un spoiler et de pare-chocs plastiques spécifiques. On estime entre 200 et 1 000 le nombre d'exemplaires produits.
En 1981 la version "Grand Prix" sera réalisée pour célébrer le retour d'Alfa Romeo en Formule 1. Toutes les finitions intérieures seront modifiées : velours noir à rayures grises, moquette rouge au sol, plaquette d'identification avec le numéro progressif de l'exemplaire sur le tableau de bord, volant revêtu de cuir, tout comme l'extérieur : couleur de la carrosserie exclusivement rouge avec des bandes noires, pare-chocs avant et arrière, spoiler avant, jupes de bas de caisse et rétroviseur de la couleur de la carrosserie, pneumatiques 195/60-15 montés sur des jantes en alliage noires avec la bordure argent, quadrifoglio vert sur les sorties d'air arrière.
La version "Spécial Grand Prix" sera fabriquée en 650 exemplaires estampillés, dont 250 destinés au marché italien, 200 pour le marché français et les derniers 200 exemplaires pour tous les autres pays européens. L'aménagement Spécial était réalisé chez le carrossier italien Maggiora.
Enfin entre 1984 et 1985, 212 exemplaires de la GTV 3.0 V6 sont réalisés sur commande spéciale, pour le marché sud-africain, par la filiale locale Alfa Romeo South Africa.

## Palmarès sportif

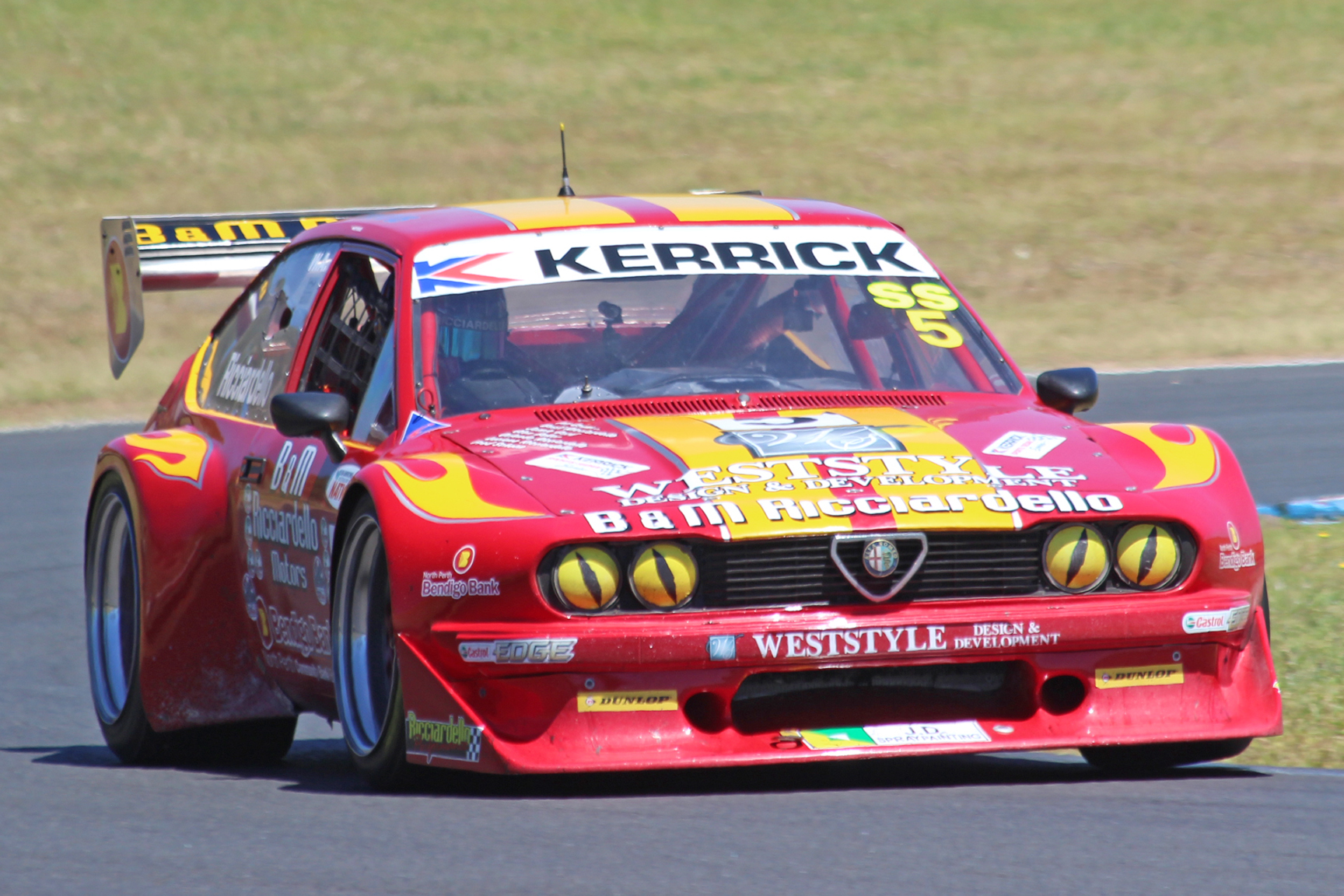
L'Alfa Romeo Alfetta GTV Sedan-Chevrolet de Tony Ricciardello en 2014.

Alain Cudini (1983) puis Dany Snobeck (1984) s'imposent tour à tour dans le Championnat de France de Production. En 1984, Alfa Romeo France commercialise une série limitée à 300 exemplaires "GTV PRODUCTION" en motorisation GTV 2.0 et GTV6 2.5. Cette série célèbre la victoire en Championnat de France de Production des GTV6 engagés par le team Snobeck. Les voitures sont équipées d'un kit carrosserie développé spécifiquement par l'équipementier STAND21, disponible uniquement en Gris métallisé ou Rouge la GTV Production est identifiable à sa plaque commémorative sur la boite à gants, ses jantes spécifiques (GOTTI J55C bi-colore sur le GTV6 et Ronal A1 sur le GTV en 7"x15 dans les deux cas) et aussi à leur volant cuir noir. Entre 1984 et 1986, Jacques Panciatici remporte près d'une dizaine de victoires en Groupe N (Production) dans le championnat de France des rallyes, et termine troisième du Championnat de France 1984 (puis 4e en 1985). En 1985 et 1986, Yves Loubet (vice-champion de France 1985) et Bertrand Balas (de) la conduisent également.
En 1984, lors des 24 Heures de Spa, pas mois de huit Alfa Romeo Alfetta GTV6 sont engagées. La meilleure d'entre elles, celle de Lella Lombardi et Giorgio Francia, remporte la catégorie Div.2 et termine à la seizième place du classement général.
En Australie, ce modèle jouit en tourisme d'une longévité exceptionnelle, puisque dans l'Australian Sports Sedan Championship, il est titré à douze reprises entre 1980 et 2015, grâce à une motorisation Chevrolet (Tony Ricciardello obtenant les neuf derniers titres cités).

## Caractéristiques techniques

### Motorisations
|                            | GT 1.6                | GT 1.8                | GTV 2.0               | GTV 2.0               | GTV 2.0 Turbodelta    | GTV 2.5 V6            | GTV 3.0 V6            | GTV 2.6i V8           |
| -------------------------- | --------------------- | --------------------- | --------------------- | --------------------- | --------------------- | --------------------- | --------------------- | --------------------- |
| Cylindrée (cm3)            | 1570                  | 1779                  | 1962                  | 1962                  | 1962                  | 2492                  | 2935                  | 2594                  |
| Alésage (mm) / course (mm) | 78 / 82               | 80 / 88,5             | 84 / 88,5             | 84 / 88,5             | 84 / 88,5             | 88 / 68,3             | 93 / 72               | 80 / 64,5             |
| Architecture               | 4-cylindres en ligne  | 4-cylindres en ligne  | 4-cylindres en ligne  | 4-cylindres en ligne  | 4-cylindres en ligne  | Moteur V6             |                       | Moteur V8             |
| Puissance maximale (ch)    | 109                   | 124                   | 124                   | 132                   | 175                   | 160                   | 174                   | 200                   |
| au régime de (tr/min)      | 5600                  | 5500                  | 5300                  | 5400                  | 5500                  | 5600                  | 5800                  | 6500                  |
| Couple maximal (N m)       | 145                   | 167                   | 175                   | 179                   | 231                   | 213                   | 222                   | 270                   |
| au régime de (tr/min)      | 4300                  | 4400                  | 4000                  | 4000                  | 3500                  | 4000                  | 4300                  | 4750                  |
| Boîte de vitesses          | Manuelle à 5 rapports | Manuelle à 5 rapports | Manuelle à 5 rapports | Manuelle à 5 rapports | Manuelle à 5 rapports | Manuelle à 5 rapports | Manuelle à 5 rapports | Manuelle à 5 rapports |
| Vitesse maxi (km/h)        | 180                   | 192                   | 206                   | 206                   | 215                   | 214                   | 225                   | 222                   |
| 0 à 100 km/h (s)           | 9,9                   | 9,8                   | 9,7                   | 9,7                   | 8                     | 9,7                   | 7,6                   | 7,5                   |

### Données techniques

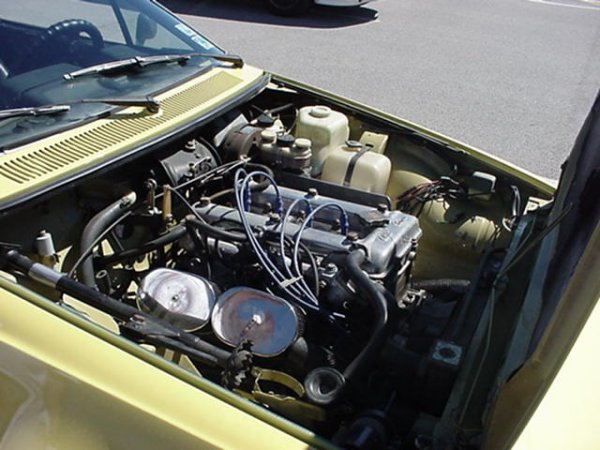
Moteur Alfetta GT

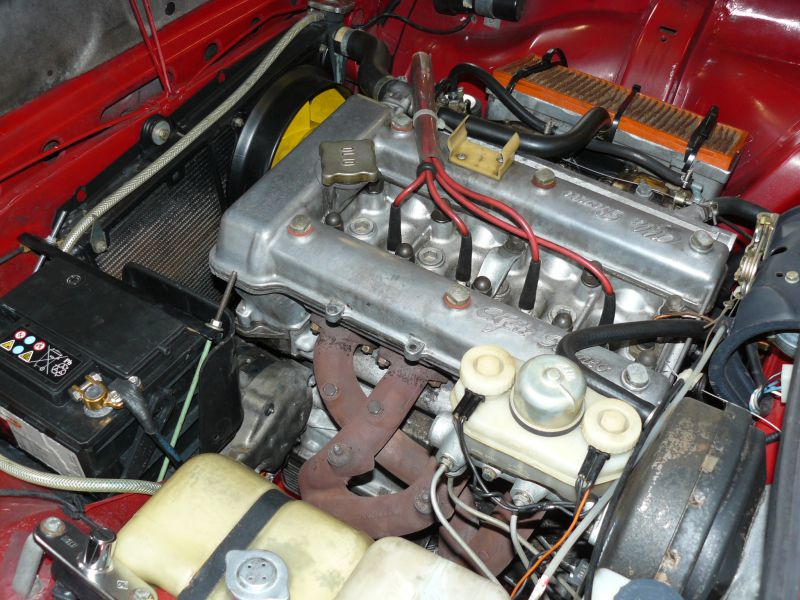
Le moteur d'une 1600 GT de 1976

| Caractéristiques techniques Alfa Romeo Alfetta GT 1.8 - 1974 | Caractéristiques techniques Alfa Romeo Alfetta GT 1.8 - 1974 |
| ------------------------------------------------------------ | --- |
| Moteur                                                       | Twin-Cam Alfa Romeo 4 cylindres en ligne en aluminium |
| Cylindrée                                                    | 1 779 cm3 - Alésage x course = 80 x 88,5 mm |
| Distribution                                                 | À 2 soupapes, double arbre à cames en tête et double chaîne de distribution                                                                                                |
| Puissance maxi                                               | 122 ch DIN (140 ch SAE) à 5 500 tr/min - Version 1972 |
| Couple maxi                                                  | 17 mkg DIN (167 N m) à 4 400 tr/min |
| Embrayage                                                    | à l'arrière, à l'entrée de boîte, monodisque à sec, commande hydraulique                                                                                                   |
| Boîte de vitesses                                            | Arrière dans le même bloc que les freins, à 5 rapports + MA |
| Transmission                                                 | Arrière avec un arbre en deux sections et pont De Dion, |
| Carrosserie                                                  | Métallique autoportante à résistance progressive différentielle |
| Suspension avant                                             | Indépendantes, bras transversaux oscillants, barres de torsion longitudinales, barre antiroulis, amortisseurs hydrauliques télescopiques                                   |
| Suspension arrière                                           | Ressorts hélicoïdaux à flexibilité variable, bras longitudinaux de poussée, parallélogramme de Watt transversal, barre antiroulis, amortisseurs hydrauliques télescopiques |
| Freins                                                       | À disque à circuit dédoublé sur les 4 roues, commande hydraulique, servofrein et limiteur sur l'essieu arrière, frein de stationnement sur les roues arrière               |
| Pneumatiques                                                 | 165 SR 14 (en option 185/70 HR 14) |
| Longueur                                                     | 4 200 mm |
| Largeur                                                      | 1 660 mm |
| Hauteur                                                      | 1 330 mm |
| Empattement                                                  | 2 400 mm |
| Poids à vide                                                 | 1 060 kg |
| Réservoir                                                    | 54 litres |
| Accélération                                                 | 1 km en 31,8 s |
| Vitesse maxi                                                 | 195 km/h |
| Consommation                                                 | à 90 km/h : 6,7 - 120 km/h : 8,9 - ville : 12,0 l/100 km) |

### Les modèles produits
| Version                      | Année     | Production |
| ---------------------------- | --------- | ---------- |
| Alfetta GT (1.8)             | 1974-1976 | 21 947     |
| Alfetta GT (1.6)             | 1976-1980 | 16 923     |
| Alfetta GTV (2.0)            | 1976-1978 | 31 267     |
| Alfetta GTS (1.6)            | 1976-1980 |            |
| Alfetta GTV Strada (2.0)     | 1976-1980 |            |
| Alfetta GTV 2.6 V8           | 1977      | 20         |
| Alfetta GTV L (2.0)          | 1978-1980 | 26 108     |
| Alfetta GTV 2000 America     | 1979-1980 |            |
| Alfetta 2000 Turbodelta      | 1979-1980 | 400        |
| Alfetta GTV 2.0 Delta        | 1980-1981 | 600        |
| Alfetta GTV 2.0              | 1980-1983 | 10 352     |
| GTV 2.0                      | 1983-1987 | 7 296      |
| Alfetta GTV Grand Prix (2.0) | 1981-1982 | 650        |
| Alfetta GTV 2.5              | 1980-1983 | 11 468     |
| GTV 2.5                      | 1983-1987 | 10 912     |
| GTV6 3.0                     | 1984-1985 | 212        |
| Production totale            |           | 137 543    |

### Production à l'étranger
Comme beaucoup d'autres modèles de la marque milanaise, l'Alfetta GTV a été assemblées par la filiale Alfa Romeo South Africa en Afrique du Sud jusqu'en 1984.
Une première petite série de berlines Alfetta 1800 a été assemblée en 1973 dans l'usine Alfa Romeo de Rosslyn, située près de Prétoria mais, à partir de 1974, les Alfetta Sud-Africaines ont été assemblées dans la nouvelle usine qu'Alfa Romeo a construite à Brits.
L’Afrique du Sud a été l’un des deux marchés à disposer d'une Alfetta GTV6 Turbo, avec un turbocompresseur Garrett. On estime que 750 exemplaires ont été assemblés avant que la production ne cesse en 1984. Le constructeur a également fabriqué en Afrique du Sud un modèle spécifique : la GTV6 3.0, bien avant le lancement officiel du moteur Alfa Romeo V6 3.0 usine, en 1987. 212 exemplaires ont été construits en Afrique du Sud pour une homologation en course. Les 6 derniers exemplaires GTV6 3.0 ont bénéficié de l'injection électronique à la place des carburateurs. À ce jour, la GTV6 3.0 reste la quintessence d’Alfa Romeo pour les Sud-Africains.

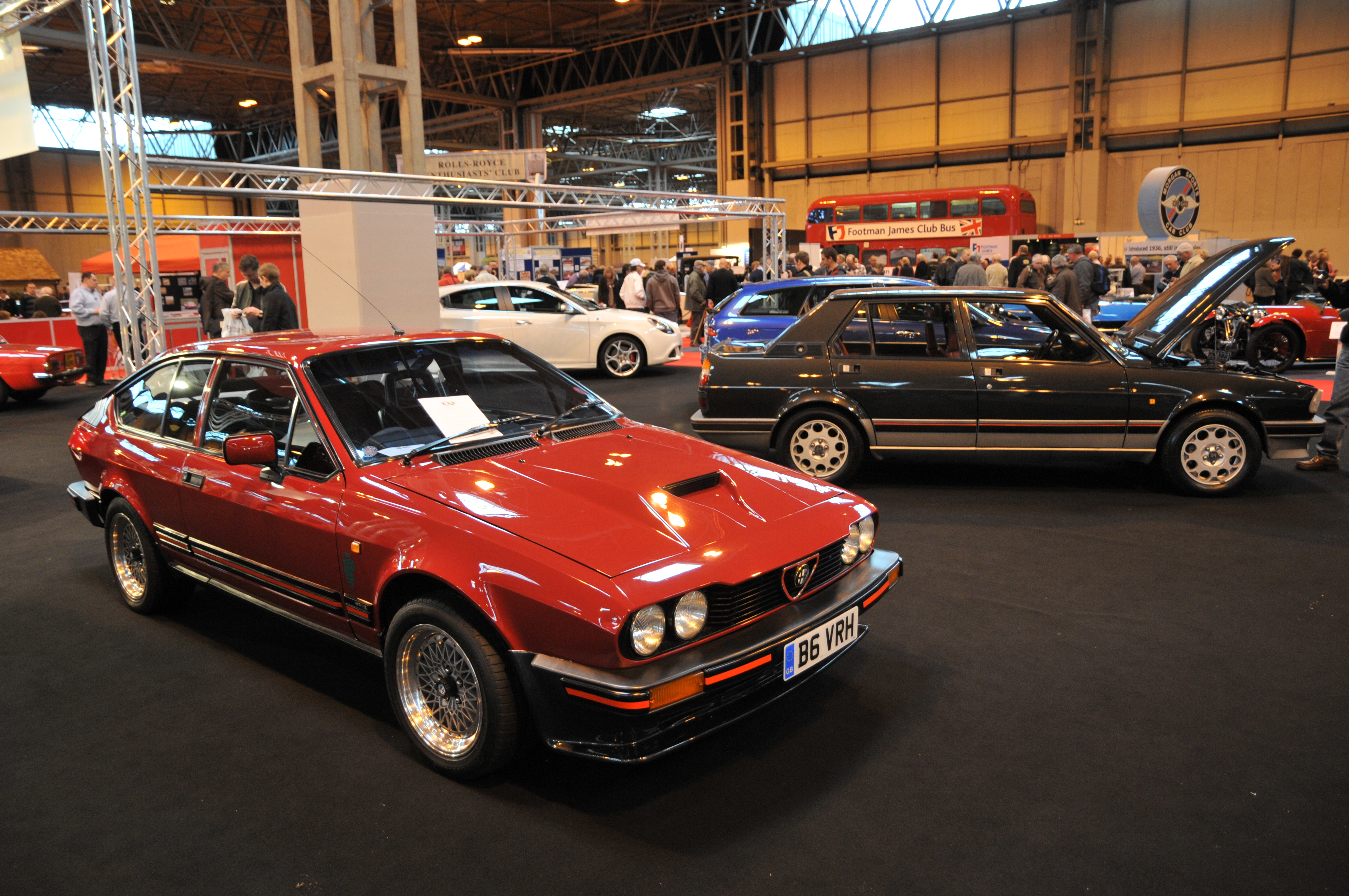
Alfa Romeo South Africa GTV6 3.0 reconnaissable à son gonflement de capot

### Alfa Romeo GTV6 3.0
La GTV6 3.0 était présentée comme la voiture de sport de série la plus puissante jamais construite par Alfa Romeo. Elle était issue d'une coopération entre Alfa Romeo South Africa et Autodelta, la division sport et course d'Alfa Romeo Italie. La voiture a été développée principalement pour la course. Pour cela, il a fallu construire 200 exemplaires à usage civil pour obtenir son homologation. Le but des responsables sud-africains était de concurrencer la BMW 535i, équipée d'un moteur de 3,5 litres. Le nouveau moteur Alfa Romeo de 3 litres a démontré sa supériorité en la battant à de très nombreuses reprises. La GTV6 a remporté sa première victoire dans la course de deux heures du Groupe 1 International à Kyalami en 1983, les 1re et 2e places dans la classe Groupe 1 des Trois heures de Castrol à Killarney et sa victoire au classement du World Endurance Championship de 1000 km à Kyalami en décembre 1983. Le moteur Alfa Romeo avait une cylindrée de 2 934 cm3 et développait 174 ch DIN, la vitesse de pointe 224,2 km/h et l'accélération de 0 à 100 km/h est de 8,36 secondes.